# باول بورغس (القافز بالزانة)
باول بورغس (بالإنجليزية: Paul Burgess) هو القافز بالزانة أسترالي، ولد في 14 أغسطس 1979 في برث في أستراليا.

## وصلات خارجية
- باول بورغس على موقع الاتحاد الدولي لألعاب القوى (الإنجليزية)
- باول بورغس على موقع النتائج التاريخية لألعاب القوى الأسترالية (الإنجليزية)
- باول بورغس على موقع اللجنة الأولمبية الدولية (الإنجليزية)
- باول بورغس على موقع أوليمبيديا (الإنجليزية)
- باول بورغس على موقع اللجنة الأولمبية الأسترالية (الإنجليزية)
- باول بورغس على موقع دورة ألعاب الكومنولث 2006 (مؤرشف) (الإنجليزية)